# Jeff (film)
Pour plus de détails, voir Fiche technique et Distribution.
Jeff est un film français réalisé par Jean Herman, sorti en 1969.

## Synopsis
Après un hold-up chez un diamantaire, Jeff, le chef de la bande disparaît avant le partage du butin. Toute la bande, sauf Laurent, se lance à sa recherche. Elle torture Eva, la maîtresse de Jeff, pour la faire parler. Soupçonné par la bande d'être complice de Jeff, Laurent les affronte et tue deux d'entre eux. Laurent part en Belgique avec Eva pour tenter de retrouver Jeff. Mais Diamant et Merkès, deux membres de la bande, sont aussi arrivés en Belgique...

## Fiche technique
- Titre : Jeff
- Réalisation : Jean Herman
- Scénario original : André-Georges Brunelin
- Dialogues : Jean Cau
- Photographie : Jean-Jacques Tarbès
- Musique : François de Roubaix
- Montage : Hélène Plemiannikov
- Coordinateur des combats et des cascades : Claude Carliez et son équipe
- Producteur : Alain Delon
- Production : Adel Productions
- Pays de production :  France,  Italie
- Langue : Français
- Genre : Film dramatique, film policier, film d'action, thriller
- Durée : 92 minutes
- Date de sortie :
  - France : 25 avril 1969
- Affiche : René Ferracci (France)

## Distribution
- Alain Delon : Laurent
- Mireille Darc : Eva
- Georges Rouquier : Jeff
- Frédéric de Pasquale : Diamant
- Gabriel Jabbour : Zucci
- Nathalie Nerval : Mme Grunstein
- Robert Lombard : Grunstein
- Georges Jamin : Peter
- Henry Czarniak : Lescure
- Antoine Baud
- Christian Melsen : Van Hoof
- Jean-Daniel Ehrmann
- Jean Saudray : Pépin
- Suzanne Flon : Mrs. de Groote
- Albert Médina : Merkès
- Guus Oster : De Groote (non crédité)
- Patrick Poivre d'Arvor est figurant[1].

## Autour du film
- Les catalogues de Raymond Chirat créditent Maurice Garrel dans le rôle d'Aganian. Il n'apparaît pourtant pas dans ce film.